# Memphis 901 FC
Der Memphis 901 Football Club, kurz Memphis 901 FC, war ein US-amerikanisches Fußball-Franchise der USL Championship aus Memphis, Tennessee.

## Geschichte
Am 8. Januar 2018 wurde der Memphis 901 FC als neues Franchise der USL Championship vorgestellt. Zur Saison 2019 nahm der Verein den Spielbetrieb auf. Eigentümer dieser Mannschaft sind Peter Freund, Craig Unger und der ehemalige US-amerikanische Fußballtorwart Tim Howard. Freund ist als Besitzer der Trinity Sports Holding unter anderem Eigentümer der Memphis Redbirds, einem Club der Minor League Baseball (MiLB), in dessen Stadion, dem AutoZone Park, der Memphis 901 FC auch spielte. 
Am 13. November 2024 wurden die Rechte am Franchise von der United Soccer League (USL) nach Santa Barbara, Kalifornien, vergeben. Dort wird der Santa Barbara Sky FC ab 2026 den Spielbetrieb in der USL Championship aufnehmen. In Memphis war es nicht gelungen, ein für das langfristige Überleben des Franchise nötige Fußballstadion zu errichten. Am 18. Oktober 2022 kündigten die Stadt und der Memphis 901 FC Pläne für den Bau eines reinen Fußballstadions mit 10.000 Plätzen an. 2023 stellte der Bundesstaat Tennessee 350 Mio. US-Dollar für den Bau oder Renovierung von Sportstätten des Staates bereit. Der Neubau sowie die Renovierung des AutoZone Park wurden am Ende nicht berücksichtigt.